# Albertina (Wien)

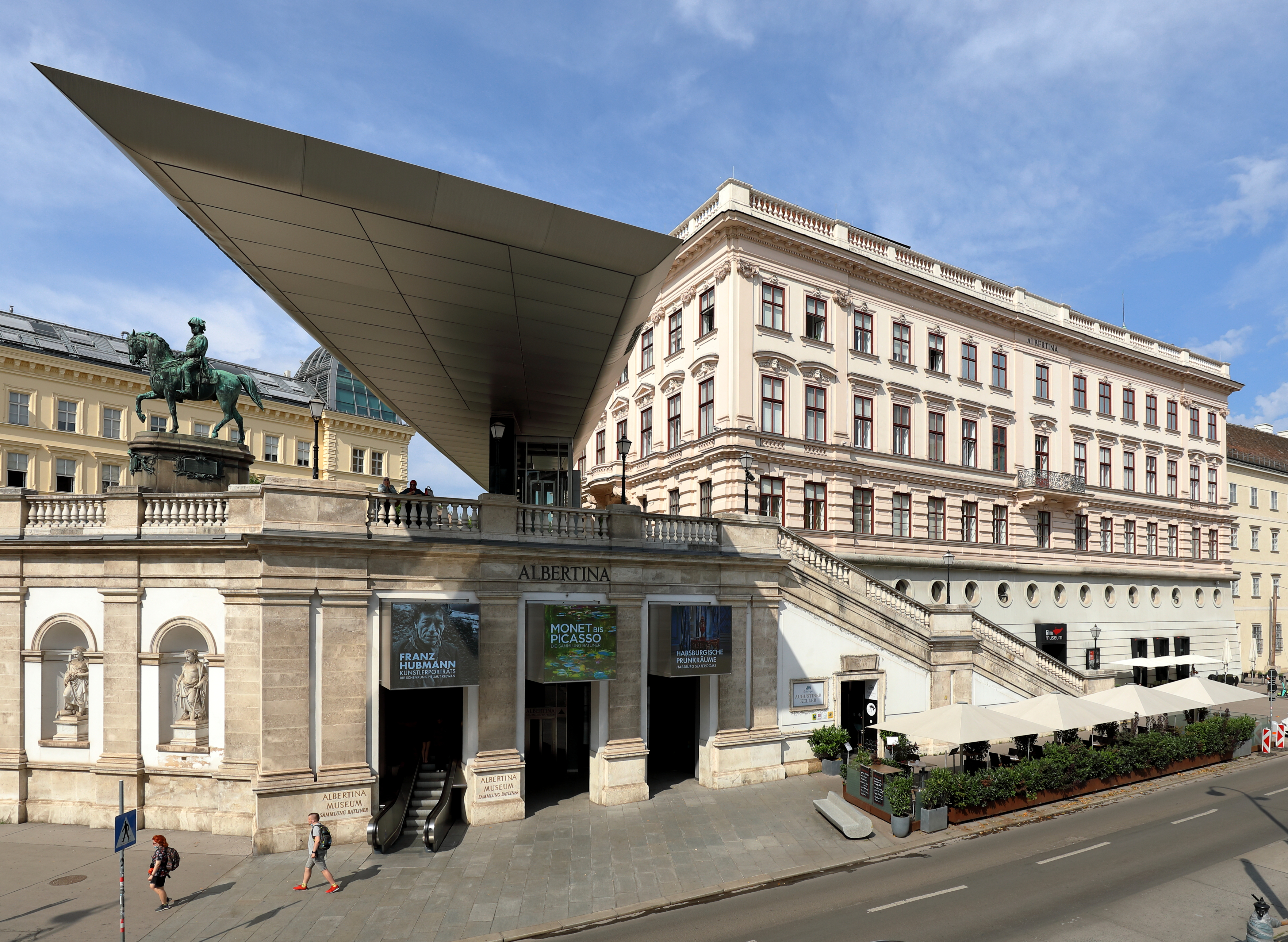
Die Albertina mit der lange umstrittenen „Soravia Wing“ (errichtet 2003)

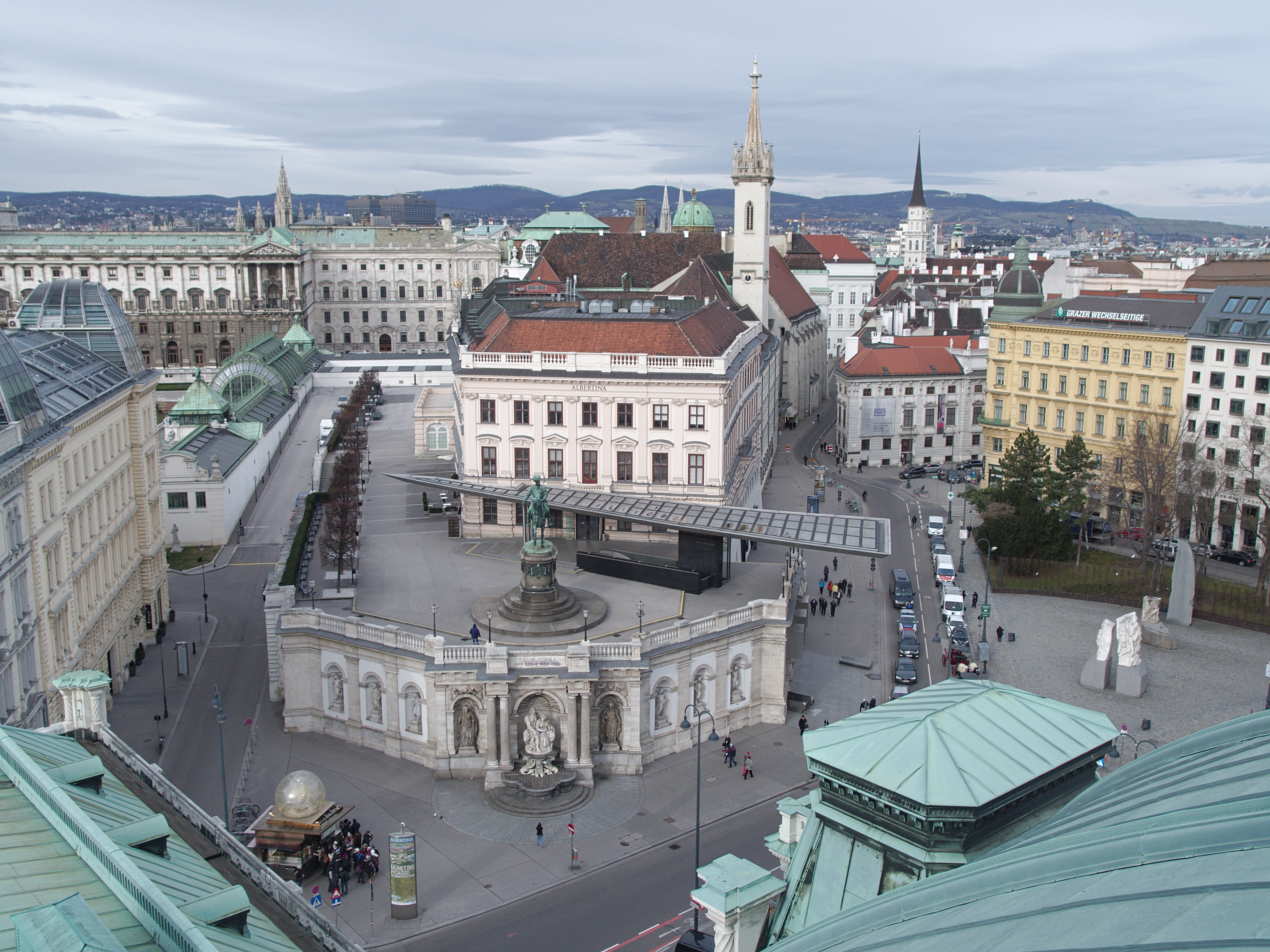
Ansicht der Albertina mit dem Albrechtsbrunnen vom Dach der Staatsoper, im Januar 2015

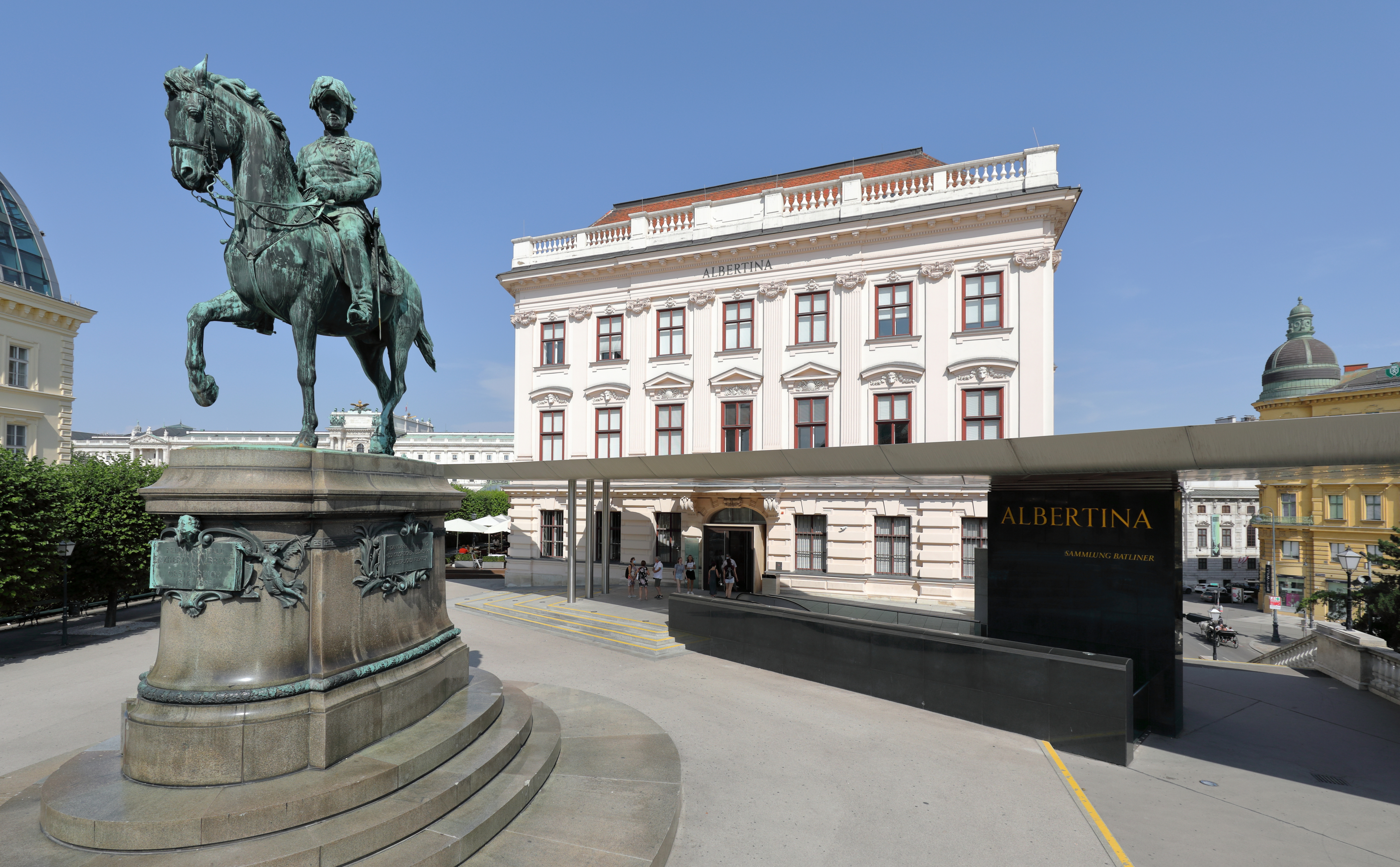
Außenansicht der Albertina mit Soravia Wing und Erzherzog-Albrecht-Denkmal (2021)

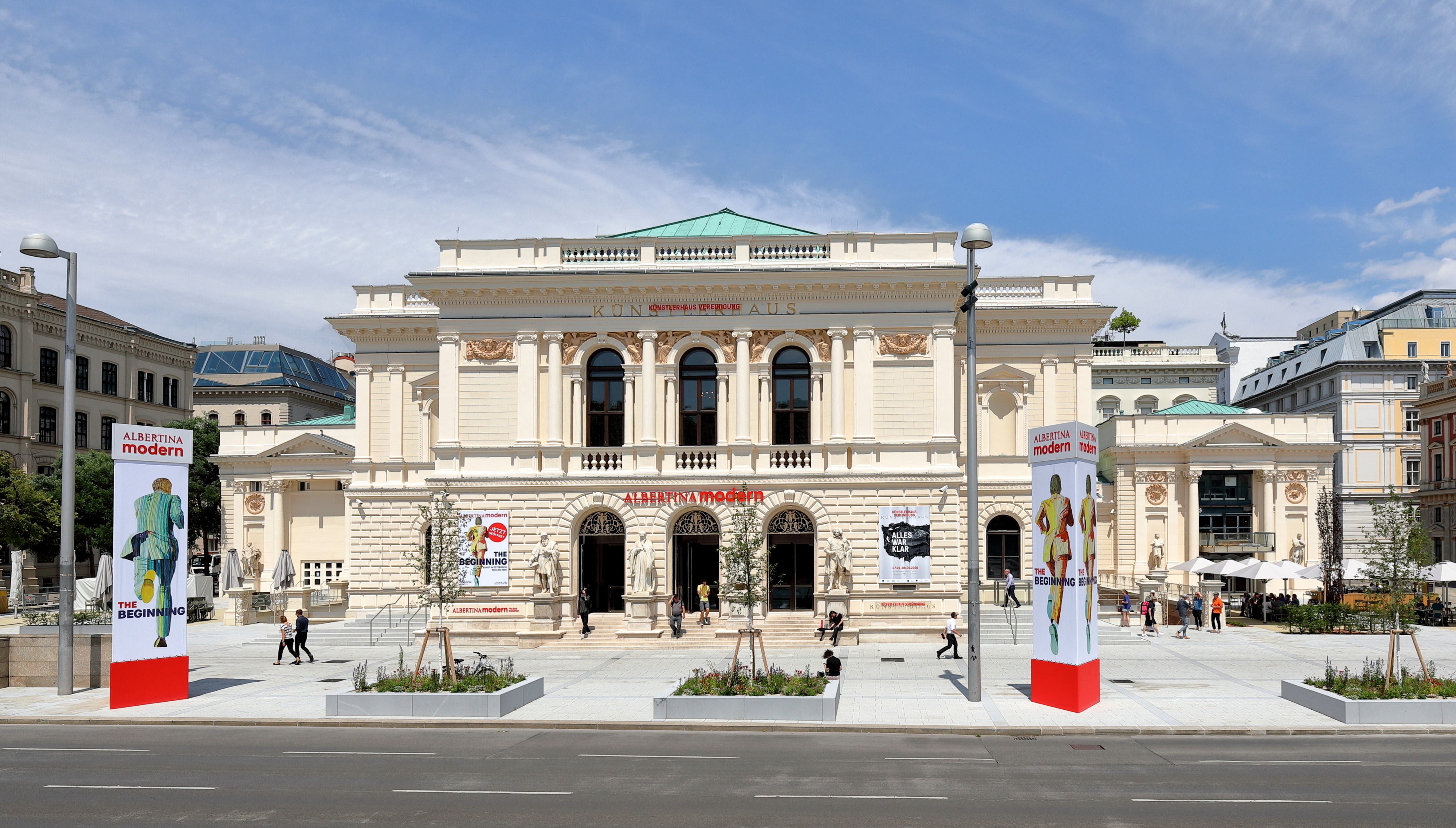
Zweigstelle „Albertina modern“ am Karlsplatz (2020)

Die Albertina ist ein Kunstmuseum im 1. Wiener Gemeindebezirk, der Inneren Stadt. Sie beherbergt unter anderem eine der bedeutendsten grafischen Sammlungen der Welt.
Die Albertina beinhaltet drei Standorte:
- Das Haupthaus der Albertina ist im Palais Erzherzog Albrecht untergebracht, einer historischen Residenz der Habsburger. Das Kunstmuseum beherbergt einen einzigartigen Tiefenspeicher, in dem über eine Million Kunstwerke verwahrt werden. Die Albertina zeigt Kunst aus sechs Jahrhunderten, von der Gotik bis heute.
- Albertina Modern: Der zweite, 2020 eröffnete, Standort der Albertina befindet sich im Künstlerhaus am Wiener Karlsplatz. Hier wird Kunst von der Klassischen Moderne bis zur Gegenwart gezeigt.
- Albertina Klosterneuburg: Im April 2024 wurde das ehemalige Essl-Museum nach fast acht Jahren als Albertina Klosterneuburg wiedereröffnet. Der preisgekrönte Museumsbau von Heinz Tesar wird seit 2017 von der ALBERTINA umfassend genutzt: das Depot, Restaurierwerkstätten, die Bibliothek für Gegenwartskunst, ein Fotoatelier sowie eine Rahmentischlerei befinden sich vor Ort. Der Standort widmet sich der Kunst nach 1945.

## Museum
Das Museum ist im Palais Erzherzog Albrecht untergebracht, einer historischen Residenz der Habsburger. Der Name Albertina bezieht sich auf Albert Casimir Herzog von Sachsen-Teschen, Schwiegersohn von Erzherzogin bzw. Kaisergattin Maria Theresia, der die Sammlung 1776 in Pressburg gründete, wo er als Vertreter von Maria Theresia für das Königreich Ungarn residierte. 1792 konnte er einen Großteil der Sammlung aus den Österreichischen Niederlanden, wo er später als Vertreter des österreichischen Monarchen amtiert hatte, nach Wien bringen. Die enzyklopädisch und universalistisch angelegte Sammlung umfasst rund eine Million Zeichnungen und druckgrafische Blätter von der Renaissance bis zur Gegenwart.
Seit das Museum 2007 die Leihgabe der Privatsammlung Batliner erhielt, wird ein Teil der Ausstellungsfläche nicht mehr für die Präsentation der grafischen Sammlung verwendet, sondern für eine permanente Schau zur klassischen Moderne: „Monet bis Picasso. Die Sammlung Batliner“. Aufbewahrt werden die Sammlungen der Albertina in einem vollautomatischen Hochregallager.

## Sammlung
Die Sammlung Herzog Alberts zählt weltweit zu den bedeutendsten Kunstsammlungen. Über 50 Jahre nutzte er ein europaweit agierendes Netzwerk von Händlern sowie Auktionen von umfangreichen Privatsammlungen, um 14.000 Zeichnungen und 200.000 Druckgrafiken zu erwerben. Viele der Meisterzeichnungen – von Michelangelos Männerakten über Dürers „Feldhasen“ bis zu Rubens’ Kinderporträts – zählen heute zu den berühmtesten Werken der Kunstgeschichte.
Wichtigste Impulse zur Anlage der Sammlung erhielt Herzog Albert von seiner kunstinteressierten und kunstsinnigen Gemahlin, Erzherzogin Maria Christine, die ihn durch ihr enormes Vermögen auch finanziell unterstützen konnte.
In der herzoglichen Sammlung befinden sich Werke von Künstlern des frühen 15. bis zum frühen 19. Jahrhundert. Von Beginn an gliederte Herzog Albert seine Sammlung systematisch nach kunsthistorischen Kriterien, nach Schulen und Kunst-Landschaften. Die Deutschen und Österreicher nehmen den ersten Platz ein, gefolgt von den Werken niederländischer, italienischer und französischer Künstler.
In den letzten beiden Jahrzehnten seines Lebens erwarb Albert zunehmend Werke zeitgenössischer Künstler („Maîtres modernes“). Sie machen rund ein Drittel seiner Zeichnungssammlung aus. Alle Zeichnungen aus Alberts Besitz sind mit einem vom Herzog selbst entworfenen Prägestempel versehen: sein Monogramm „AS“ für Albert von Sachsen.
Eine Vorliebe Herzog Alberts waren neben Historien- und Genredarstellungen vor allem Landschaften. Der Sammler bevorzugte sorgfältig durchgezeichnete und farbig oder mit Lavierung bildmäßig ausgearbeitete Werke: Die Zeichnung interessierte ihn weniger als Dokument eines künstlerischen Schaffensprozesses, sondern als ein dem Gemälde äquivalentes Werk mit eigenen, nur der „lichten“ Zeichnung innewohnenden, ästhetischen Qualitäten.
1816 bestimmte Herzog Albert seine Grafiksammlung zum unteilbaren und unveräußerbaren Fideikommiss, wodurch sie 1822 zunächst an seinen Universalerben und Adoptivsohn Erzherzog Karl fiel und nach diesem von den Erzherzögen Albrecht (Statue vor dem Palais) und Friedrich, beide wie Karl Feldherren der Monarchie, verwaltet wurde. Als habsburgischer Fideikommiss fielen Gebäude und Kunstsammlung nach dem Ende der Monarchie unter das Habsburgergesetz und gingen daher im April 1919 in österreichisches Staatseigentum über. Die Sammlung konnte bis heute komplett erhalten werden.
Die 25.000 Bände umfassende Bibliothek und das Mobiliar waren hingegen zuletzt Privateigentum von Erzherzog Friedrich, wurden von ihm 1919 abtransportiert und sind seither an diverse Käufer übergegangen. Die Albertina hat jedoch in den letzten Jahren einige Einrichtungsgegenstände, die zur originalgetreuen Ausstattung der habsburgischen Repräsentationsräume im Palais wesentlich waren, angekauft.

## Geschichte des Palais

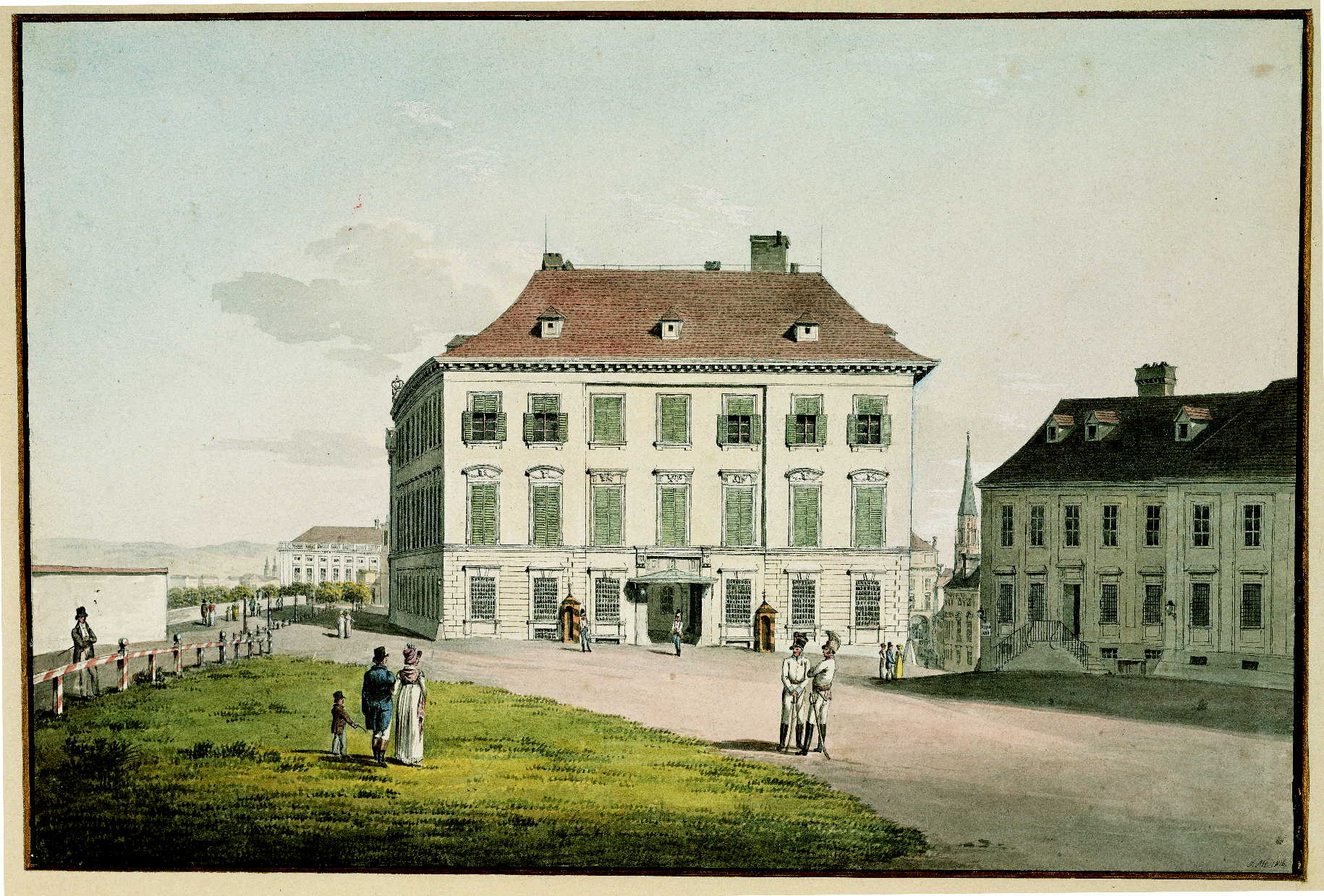
Das Palais Herzog Alberts mit der Augustinerbastei, 1816

1744 ließ Maria Theresia für ihren engen Freund und Berater Don Emanuel Teles da Silva Conde Tarouca das Palais errichten. Architekt war Mauro Ignazio Valmaggini.
1792 mussten Albert und Marie Christine aufgrund von Krieg und Revolution aus Schloss Laeken in den Österreichischen Niederlanden, wo sie als Statthalter fungierten, flüchten.
Zurück in Wien, benötigte das Paar eine standesgemäße Unterkunft, woraufhin Kaiser Franz II. ihnen 1794 das Palais auf der Augustinerbastei – die heutige Albertina – schenkte.
Albert ließ das Gebäude zunächst für seine Grafiksammlung und die Bibliothek adaptieren und in der Folge durch einen Repräsentationsflügel (zwischen 1802 und 1804) erweitern. Die 150 Meter lange Fassade demonstrierte dem nebenan in der Hofburg residierenden Kaiser eindrucksvoll die finanzielle Potenz und das Selbstwertgefühl des Herzogs. Die mitgenommenen Ausstattungsstücke aus Schloss Laeken wie Möbel, Fensterläden und Wandvertäfelungen wurden in die neuen Prunkräume integriert. Seidenbespannungen aus Lyon, kunstvolle Intarsienböden und vergoldete Kristallluster ergänzten das prächtige Erscheinungsbild.

## Geschichte der Sammlung

### Wien und der Kaiserhof um 1780
Der Kaiserhof in Wien präsentierte sich während der Regentschaft von Maria Theresia in höfischer Pracht und spätbarockem Glanz. Sie regierte die Länder der Habsburgermonarchie und ihr Gemahl Franz Stephan von Lothringen herrschte seit 1745 als Kaiser im Heiligen Römischen Reich Deutscher Nation. Die Landesmutter sicherte den Fortbestand der Dynastie durch 16 Kinder, und Franz I. Stephan generierte als Wirtschaftsmagnat ein gigantisches Vermögen, das als Familienfonds seine Nachkommen finanziell versorgen würde. Der Alltag der kaiserlichen Familie war streng reglementiert, weshalb auch die Kindererziehung strikten Vorgaben unterlag. Ab dem vierten Lebensjahr wurden Sprachen, Geschichte, Religion, Musik und Tanz unterrichtet; wissenschaftliche und künstlerische Interessen wurden früh gefördert. Erzherzogin Marie Christine war eine talentierte Zeichnerin, die zeitlebens nach Vorlagen niederländischer und französischer Meister kopierte. Sie reifte bis 1765 zu einer stolzen, selbstbewussten und kultivierten „Grande Dame“ heran, die aufgrund ihrer Bildung und Repräsentation den dynastischen Ansprüchen des Hauses Habsburg-Lothringen gerecht werden konnte.

### Albert und Marie Christine

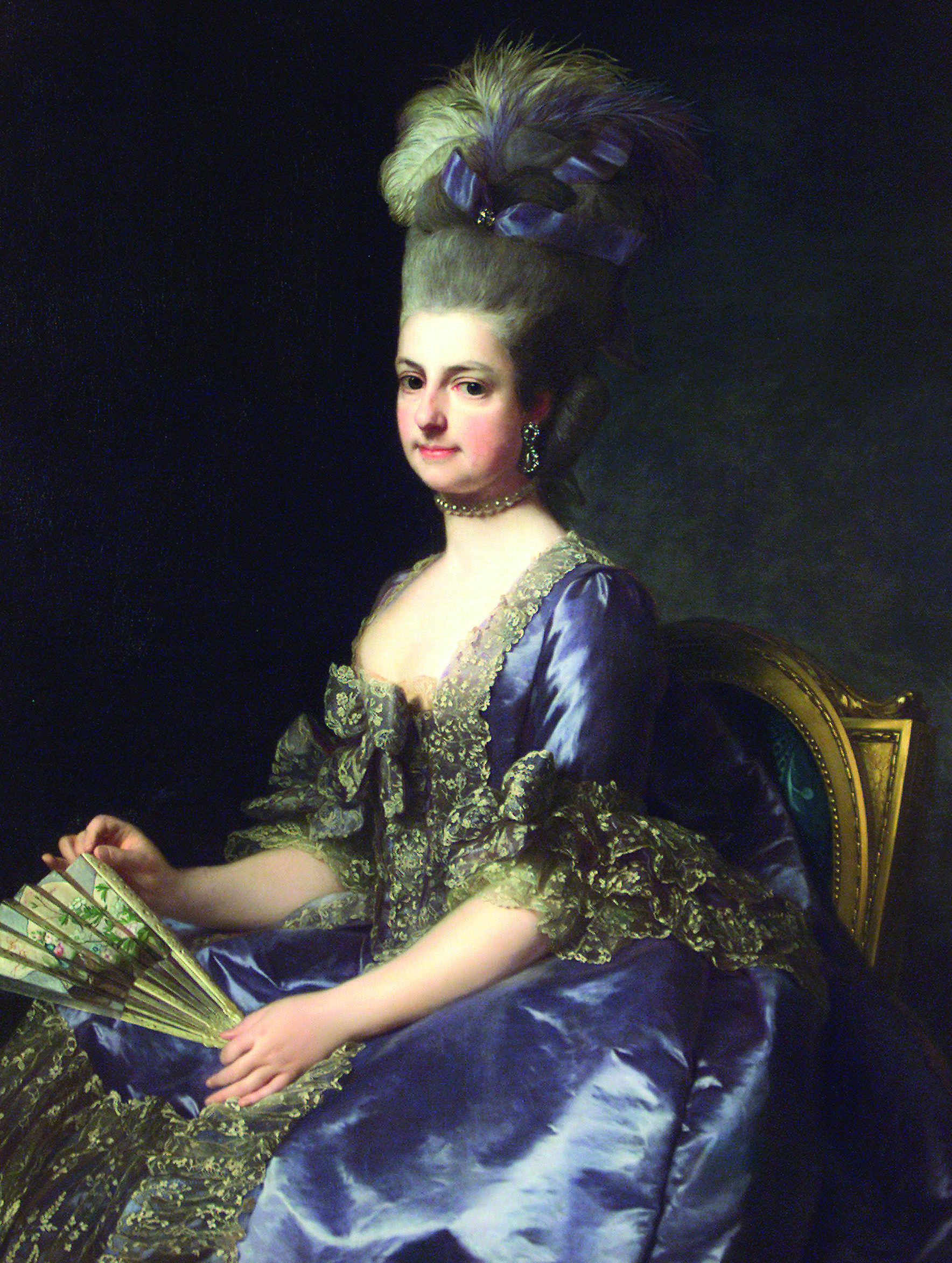
Erzherzogin Marie Christine, 1778

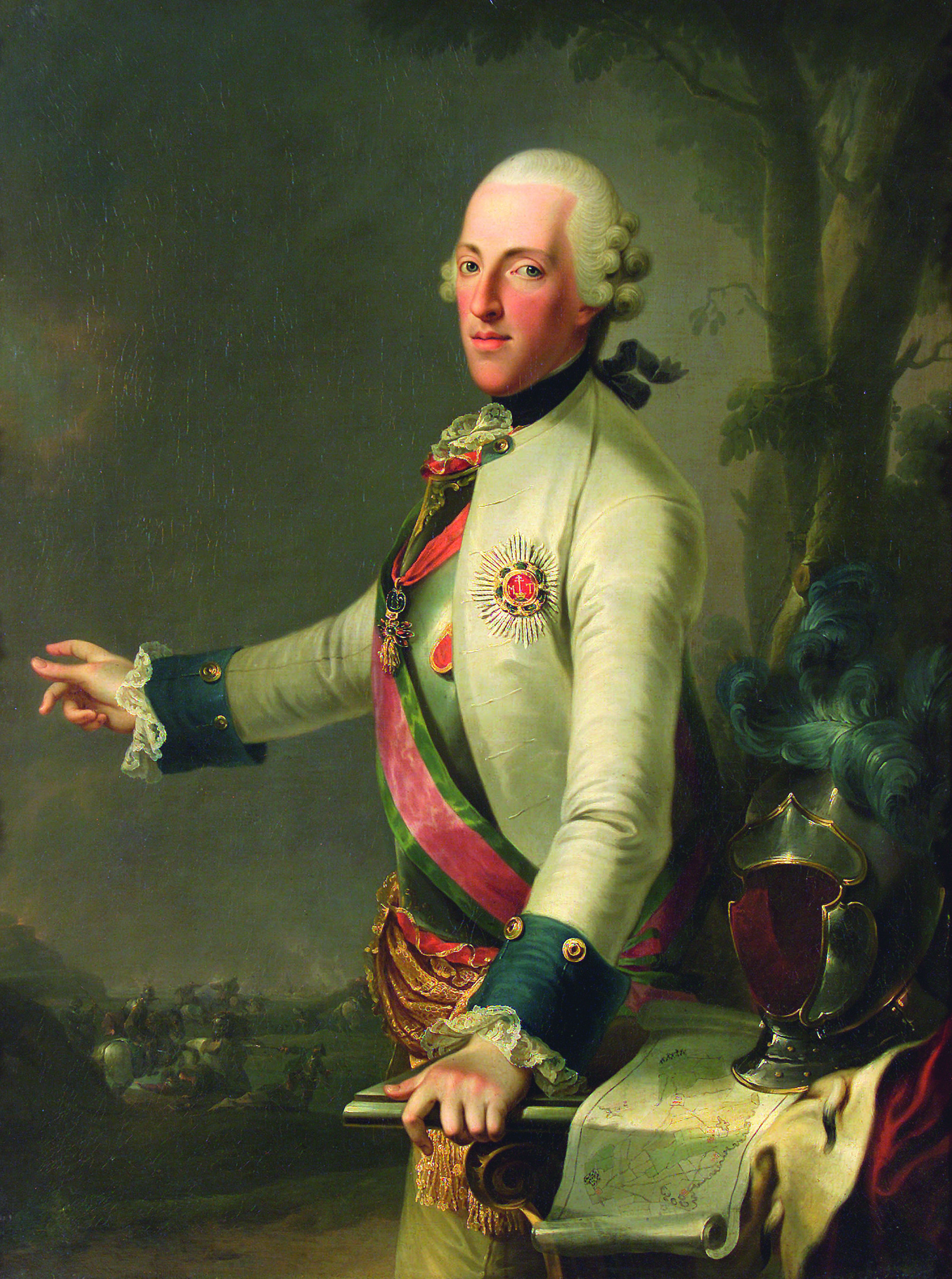
Herzog Albert, 1777

Maria Theresia sah ihre Kinder als dynastisches Kapital an und suchte die Ehepartner ihrer Kinder nicht ohne politisches Kalkül aus. Prinz Albert lernte die 17-jährige Marie Christine 1760 kennen, als er seine Tante Maria Theresia in Wien besuchte. Erst ab dem Frühjahr 1764 erwiderte sie seine leidenschaftlichen Gefühle und die Monarchin gewährte ihrer bevorzugten Tochter eine Liebesheirat mit dem feschen Sachsen. Das Vermählungsfest fand noch während der Trauerzeit für den verstorbenen Kaiser Franz I. Stephan am 2. April 1766 in der Wiener Hofburg statt. Die Unterzeichnung des Ehevertrags am 5. April 1766 bescherte Prinz Albert eine Frau mit einem Vermögen von 4 Millionen Gulden (ca. 63 Mio. Euro). Während Marie Christine den Titel einer Erzherzogin zeitlebens beibehalten durfte, erhielt ihr rangniedrigerer Bräutigam Wappen und Titel des Herzogtums Teschen und nannte sich fortan Herzog Albert von Sachsen-Teschen. Die Hochzeit wurde am 6. April 1766 im kleinen, familiären Rahmen und „incognito“ in Schloss Hof gefeiert. Der Liebesheirat folgte eine glückliche Ehe. „Mimi“ und „Berti“, so die intimen Kosenamen, verband zeitlebens eine innige und leidenschaftliche Liebe. Maria Theresia ernannte ihren Schwiegersohn zum Reichsfeldmarschall und Locumtenens (Statthalter) von Ungarn; ab April 1766 residierte das Ehepaar im königlichen Schloss zu Preßburg.
Herzog Albert von Sachsen-Teschen und Erzherzogin Marie Christine waren keine regierenden Monarchen, aber sie gehörten durch ihre hohe Geburt zur europäischen Elite. Ämter und Würden des Paares – sie vertrat in Ungarn und in den Österreichischen Niederlanden (dort war sie Mitregentin ihres Gatten) die Dynastie, er nahm als Reichs(general)feldmarschall, Locumtenens, Ritter des Ordens vom Goldenen Vlies und des österreichisch-kaiserlichen Leopold-Ordens, in den Niederlanden vor allem als Generalgouverneur, hohe militärische, politische und gesellschaftliche Positionen ein – äußerten sich in einem aufwendigen Lebensstil. Ihr feudales Repräsentationsbedürfnis spiegelte sich in einem umfangreichen Hofstaat, illustren Festen und erlesenen Jagdgesellschaften wider. Die Residenzschlösser in Preßburg und Brüssel sowie das Wiener Palais beherbergten einzigartige Ausstattungen; prächtige Gobelins aus den königlich-französischen Hofmanufakturen, kostbarstes Tafelsilber, exquisite Möbel und edle Büsten von Josiah Wedgwood. Einen besonders hohen Stellenwert genoss die 25.000 Bände umfassende Bibliothek, die zu den bedeutendsten des Kontinents gehörte. Hohe Bildung, exzellenter Kunstverstand und erlesener Geschmack wiesen Albert und Marie Christine als „Grand Homme“ und „Grande Dame“ aus.

### Reise nach Italien
Das Paar unternahm von Jänner bis Juli 1776 eine Bildungsreise nach Italien. Die Route beinhaltete Besuche an den Höfen von Marie Christines Geschwistern in Parma, Florenz, Neapel und Modena sowie einen Aufenthalt in Rom. Ebendort besichtigten sie neben antiken Monumenten und barocken Sakralbauten die Vatikanischen Museen mit dem Pio Clementino sowie die Paläste der Nobilità mit ihren bedeutenden Privatsammlungen. Papst Pius VI. gewährte dem hohen Paar mehrfach Audienz und überreichte ihm wertvolle Geschenke. In Neapel interessierte sich Herzog Albert für Naturphänomene und bestieg mit dem britischen Botschafter Sir William Hamilton den Vesuv. Marie Christine verbrachte viel Zeit mit der Hofgesellschaft und ihrer Lieblingsschwester Königin Marie Caroline, die ihr zur Abreise mehrere Gemälde von Jakob Philipp Hackert schenkte. Am Florentiner Hof Großherzog Leopolds hielt sich das Paar am längsten auf. Das Verhältnis zum Bruder war herzlich und das kulturelle und gesellschaftliche Leben bot viel Abwechslung. Albert besichtigte gleich dreimal die prachtvollen Sammlungen in den Uffizien.

### Grundsteinlegung der Sammlung 1776
Am Ende der Grand Tour besuchten Albert und Marie Christine die Republik Venedig. Gemäß einem Auftrag aus dem Jahr 1774 zum Aufbau einer Grafiksammlung überreichte ihnen der österreichische Botschafter Giacomo Conte Durazzo am 4. Juli 1776 über tausend Kupferstiche. Der ehemalige Direktor der Wiener Hoftheater war mit dem Paar eng befreundet und verfasste für Herzog Albert auch den Discorso Preliminare, die Gründungsurkunde der Albertina, in der er Ordnungsprinzipien und Systematik der Sammlung festlegte. In Anlehnung an den Discours préliminaire von D´Alembert zu der mit Denis Diderot herausgegebenen Encyclopédie sollte die Kollektion nicht nur der fürstlichen Repräsentation dienen, sondern zur Erziehung und zum Wohl der Menschheit beitragen. Am selben Tag unterzeichneten die Gründungsväter der Vereinigten Staaten in Philadelphia die Declaration of Independence. Sie war das erste Grundgesetz, das auf den Prinzipien der Aufklärung basiert. Im selben Jahr schaffte Maria Theresia die „peinliche Befragung“ ab, Adam Weishaupt gründete in Ingolstadt den Illuminatenorden, Adam Smith publizierte The Wealth of Nations und James Cook brach zu seiner dritten und letzten Weltumsegelung auf.

### Vermächtnis

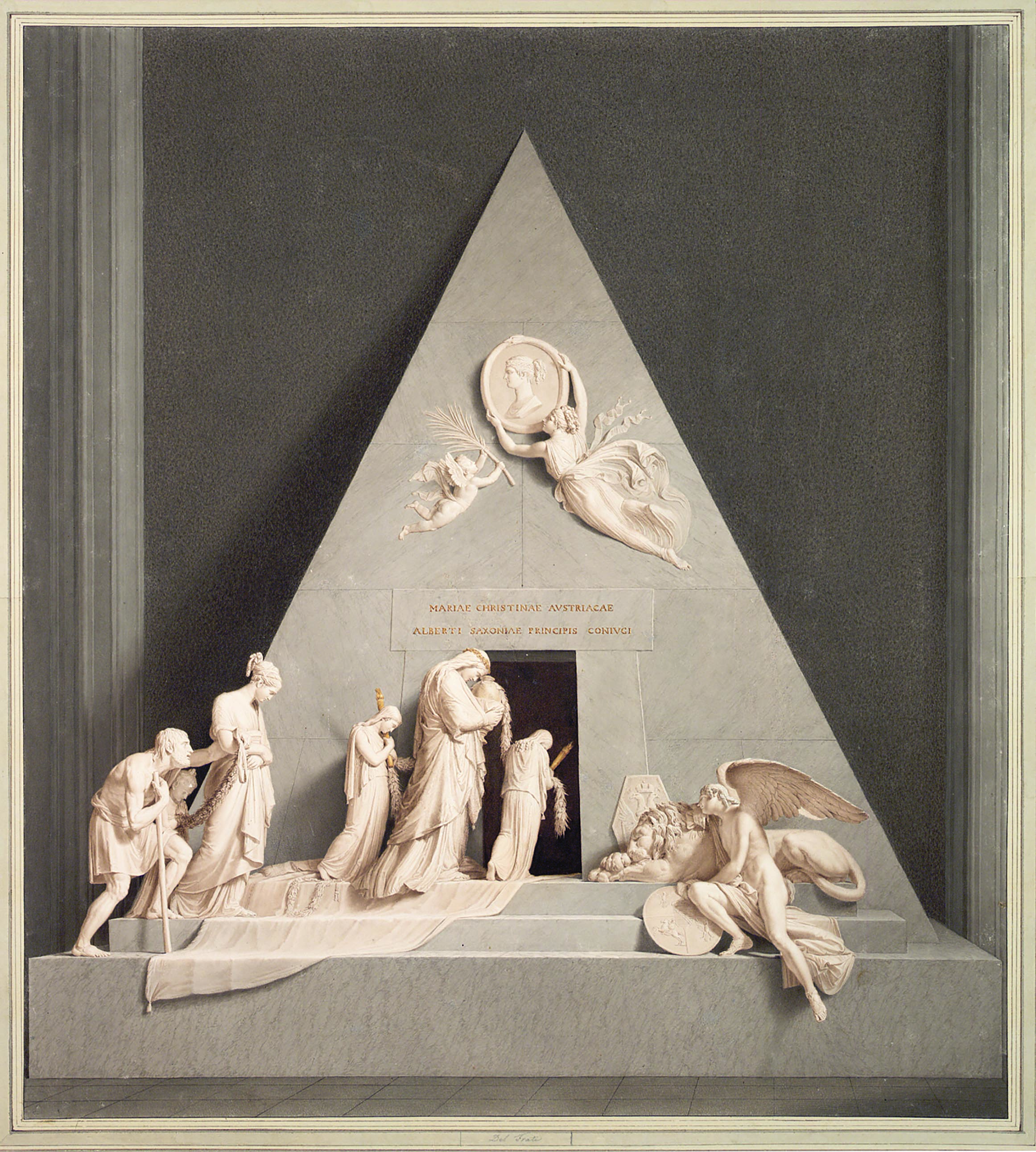
Kenotaph Erzherzogin Marie Christines. Zeichnung von Domenico del Frate, ohne Datum

1798 starb Erzherzogin Marie Christine in Wien. Albert erteilte Antonio Canova, dem berühmtesten Bildhauer seiner Zeit, den Auftrag, ein imposantes Grabmonument zu entwerfen. Canova gestaltete einen pyramidenförmigen Kenotaph, der neben dem Palais des Herzogs in der Augustinerkirche aufgestellt wurde – das erste öffentliche Grabdenkmal für eine Frau in Wien.
Die letzten Lebensjahrzehnte verbrachte Herzog Albert, weitgehend von der Öffentlichkeit zurückgezogen, in seinem Palais und widmete sich primär der Erweiterung seiner Sammlung. Im Jahr 1816 bestimmte Herzog Albert in seinem Testament die Sammlung zum unteilbaren und unveräußerbaren Fideikommiss. Nach Alberts Tod 1822 wurde die Sammlung wie das Palais von seinem Erben Erzherzog Karl, in der Folge von den Erzherzögen Albrecht und zuletzt Friedrich, übernommen. In dieser Zeit erfolgte der weitere Ausbau der grafischen Sammlung. Sie befand sich damals allerdings ebenso wie das Palais nicht mehr im Privatbesitz eines Erzherzogs, sondern war Teil der habsburgischen Familienfonds, die mit dem Habsburgergesetz 1919 entschädigungslos in den Besitz der Republik Österreich übernommen wurden.

### 1. Republik

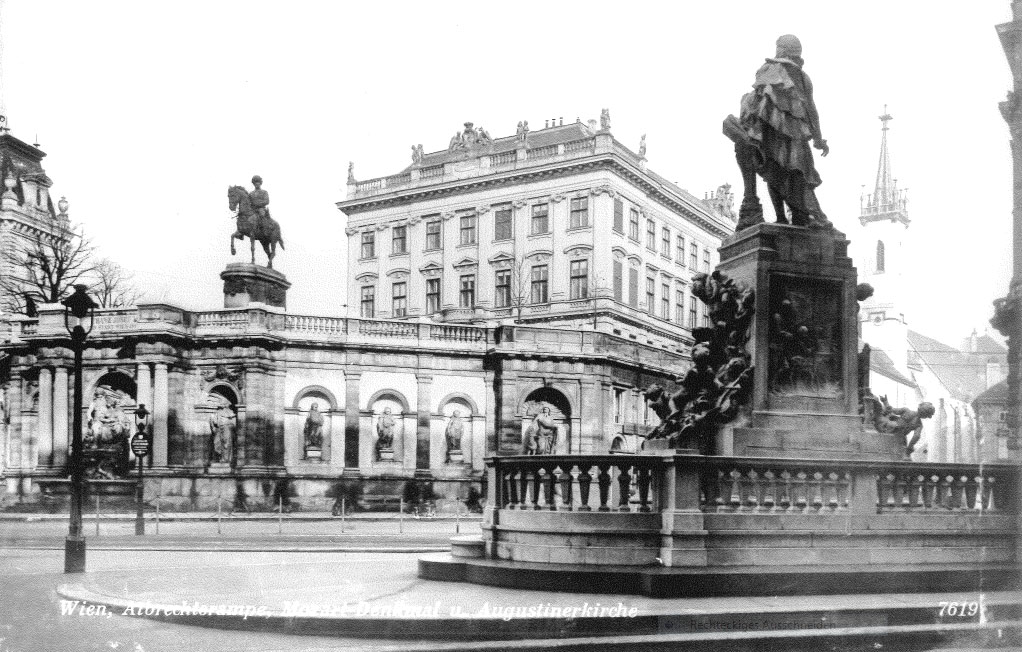
Blick auf den Albrechtsplatz mit der Albertina (ehemaliges Palais Erzherzog Friedrich) und dem Mozartdenkmal, nach 1920

Mit dem Ende der Monarchie 1918 begann für das repräsentative Gebäude der Albertina die Zeit des Niedergangs. Nichts sollte mehr an die habsburgischen Wurzeln der Sammlung erinnern; systematisch erfolgte von nun an die Verdrängung der Geschichte des Palais, die Erinnerung an seine Bewohner und die prächtige klassizistische Ausstattung der Prunkgemächer. Im April 1919 gingen Gebäude und Sammlung in den Besitz der Republik über.
1920 wurde die Sammlung mit dem Bestand der Druckgrafiken der ehemaligen kaiserlichen Hofbibliothek vereinigt. Im selben Jahr wurden sämtliche Prunkräume für die Öffentlichkeit gesperrt und als Büros, Bibliothek oder zur Lagerung der Sammlung genutzt. Ein pfleglicher Umgang mit den kostbaren Dekorationen war nicht gegeben, wodurch das glanzvolle Kulturerbe sukzessive devastiert wurde. Von einem tatsächlichen Zerstörungswillen kann aber erst nach dem Zweiten Weltkrieg gesprochen werden. Seit 1921 tragen Gebäude und Sammlung amtlich den Namen Albertina.
So sehr das Gebäude auch litt, die von Herzog Albert angestrebte ständige Erweiterung der Sammlung wurde in den Jahren 1923 bis 1934 vom damaligen Direktor der Albertina, Alfred Stix, trotzdem fortgesetzt. Es gelang ihm, die Bestände durch den Erwerb von französischen und deutschen Zeichnungen des bisher kaum vertretenen 19. Jahrhunderts zu komplettieren.

### 1930er bis 1980er

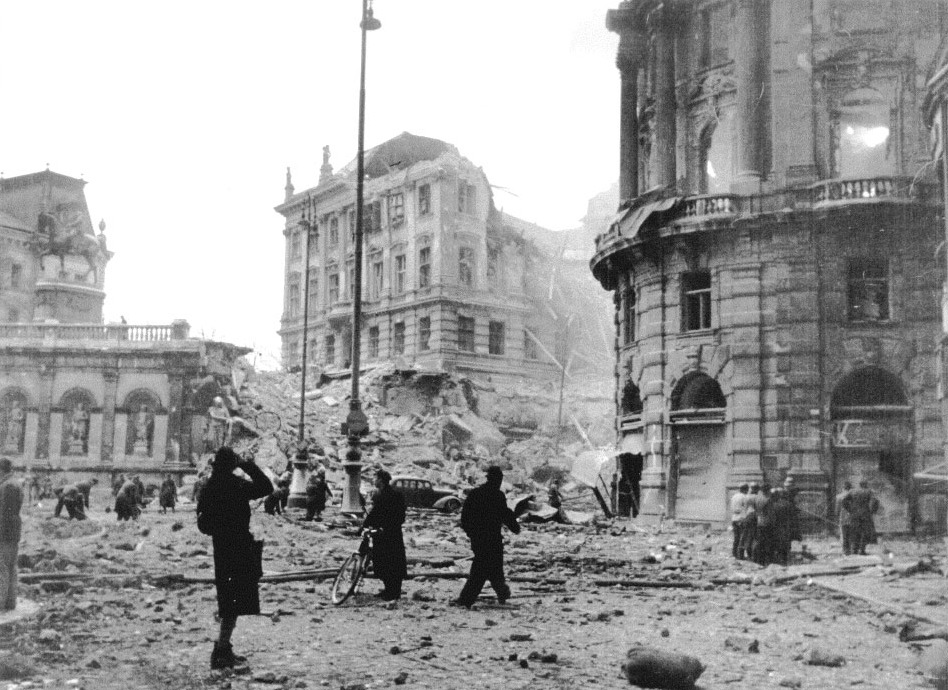
Der Albertinaplatz mit Blick auf die Albertina und den in der Folge abgerissenen Philipphof (rechts) nach dem Bombentreffer vom 12. März 1945

Von 1934 bis zum Ende des Zweiten Weltkrieges widmete sich Alfred Stix weiterhin dem schwerpunktmäßigen Ausbau der österreichischen und deutschen Grafik des 19. und 20. Jahrhunderts. Am 12. März 1945 wurde die Albertina bei einem amerikanischen Bombenangriff schwer beschädigt. Anstatt das Palais danach wieder aufzubauen, setzte man die 1919 begonnene Geschichtstilgung fort. Das ehemalige habsburgische Palais war 1952 – bei der Wiedereröffnung der „Graphischen Sammlung Albertina“ – ein schmuckloses, architektonisch uninteressantes und seiner historischen Identität beraubtes Gebäude.
Die Albertina war jahrzehntelang nur wenige Stunden pro Tag öffentlich zugänglich (um 1936: 27 Wochenstunden, 1959: 35 Wochenstunden) und verzeichnete geringe Besucherzahlen. Ihre wissenschaftlichen Leiter legten auf ihren Studiencharakter wesentlich mehr Wert als auf die Wirkung der Sammlung in der breiten Öffentlichkeit. Dass viele Grafiken aus konservatorischen Gründen nur selten dem Licht ausgesetzt werden durften, trug wesentlich zu dieser Haltung bei.
1962 bis 1986 fungierte Walter Koschatzky als Direktor. Er veranstaltete über 200 Ausstellungen und publizierte zahlreiche kunsthistorische Werke über die grafischen Künste. In seiner Ära wurde die Albertina öffentlich wieder stärker wahrgenommen.

### 1999–2024

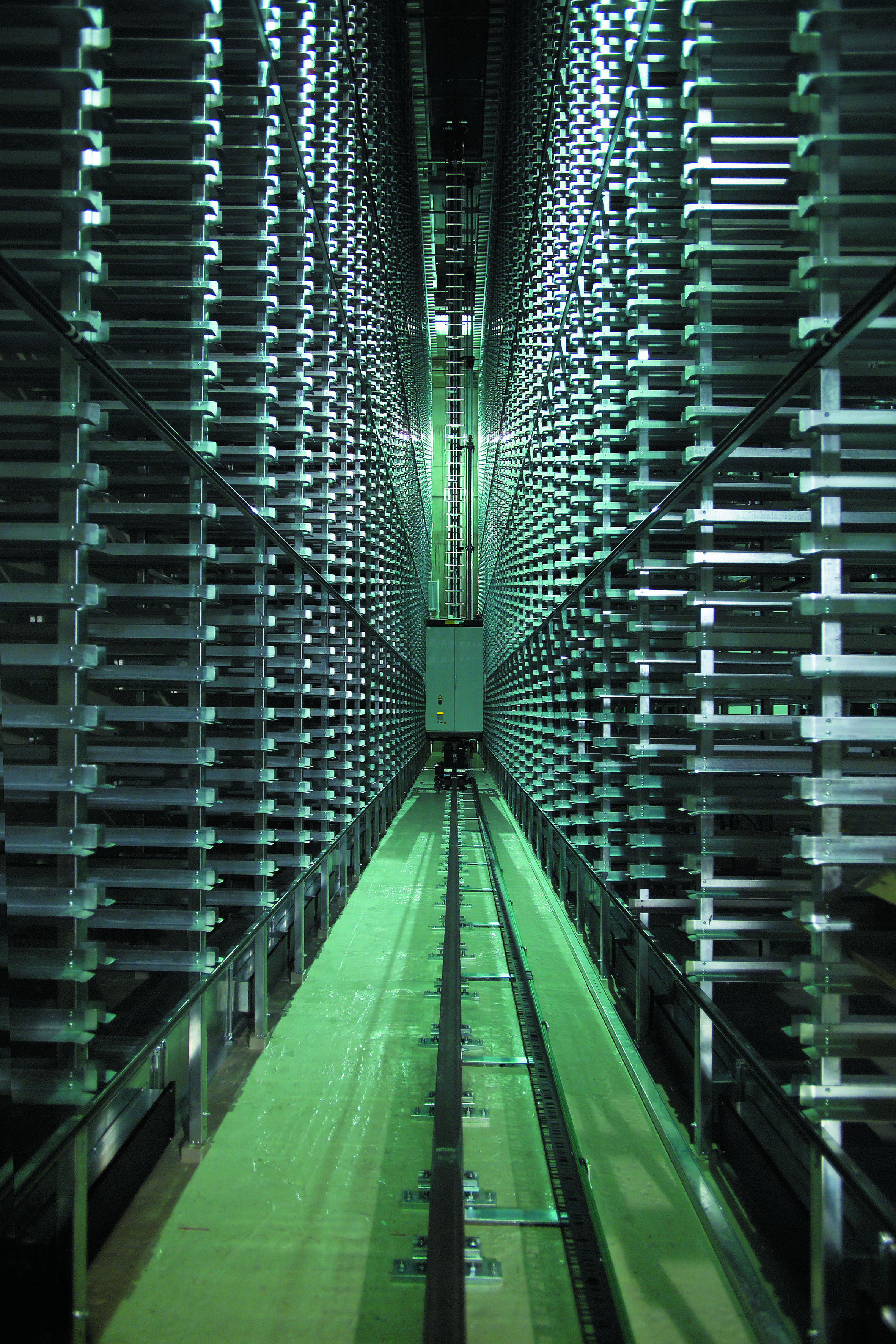
Einblick in den Tiefspeicher

Seit seiner Ernennung zum Direktor der Albertina, 1999, betreute Klaus Albrecht Schröder die Renovierung und Neupositionierung des Hauses, das seit 1. Jänner 2000 als wissenschaftliche Anstalt öffentlichen Rechts definiert wird. Zugleich wurde der Name des Museums auf „Albertina“ geändert, um die ursprünglich vorgesehene Einheit des Gründers der Sammlung, Palais und Museum, zum Ausdruck zu bringen. Zudem wurde mit dem Wegfall der „Graphischen Sammlung“ im Museumsnamen der Tatsache Rechnung getragen, dass die Albertina mittlerweile drei große Sammlungen beherbergte: neben der Graphischen Sammlung die Architektursammlung sowie die im Jahr 2000 durch Zusammenführung der bedeutenden historischen Bestände der Grafischen Bundeslehr- und Versuchsanstalt mit dem Fotoarchiv des Langewieschen Verlags (Blaue Bücher) gegründete Fotosammlung. Schröder begnügte sich aber in den folgenden Jahren zunehmend nicht damit, die eigenen Sammlungen zu präsentieren, sondern schloss Kooperationen mit privaten Partnern und Dauerleihgebern. (Bis 2018 waren die Sammlung Batliner und die Sammlung Essl dazugekommen.)
Die Albertina wurde 2003 nach über einem Jahrzehnt der Schließung, umfassender Erweiterung, Modernisierung und sorgfältiger Restaurierung dem Publikum wieder zugänglich gemacht. Plangemäß sollte die Albertina nach den Anfang der 1990er Jahre begonnenen Umbauarbeiten 2002 wieder eröffnet werden. Der Fund eines römischen Gräberfeldes mit über 130 Gräbern verzögerte aber den Umbau. Im Zuge der Restaurierung wurden fehlende Teile der in den 1950er Jahren abgeschlagenen Fassaden rekonstruiert sowie die habsburgischen Prunkräume wiederhergestellt. Erstmals seit 80 Jahren wurden die klassizistischen Prunkräume renoviert und große Teile der nach dem Ersten Weltkrieg in alle Welt zerstreuten, von Herzog Albert 1780 bis 1805 und Erzherzog Karl 1822 bei Josef Danhauser in Auftrag gegebenen Originalmöbel zurückgekauft. Nachdem die Prunkräume 80 Jahre lang als Büros und Depots benutzt worden waren, konnten diese erstmals in der Geschichte des Palais der Öffentlichkeit zugänglich gemacht werden. Der Museumseingang wurde wieder auf das historisch ursprüngliche Niveau der Bastei gelegt. Um die umfassende Präsentation der Sammlungen möglich zu machen, wurden vier Ausstellungshallen eingerichtet und die Ausstellungsfläche von nur 150 m² auf 5.000 m² erweitert. Gleichzeitig wurde auch ein Tiefspeicher mit 5.000 Kubikmeter errichtet.
Mit der Neugestaltung des Entrées wurde Hans Hollein beauftragt. Besonders der so genannte „Soravia Wing“, ein auffallendes Flugdach, stand dabei im Zentrum kontroversieller und mehrheitlich eher kritischer Medienaufmerksamkeit. Mit dem Wing sollte die Modernisierung der Infrastruktur des Museums symbolisch nach außen deutlich gemacht werden, weshalb ein weit auskragender Dachflügel gewählt wurde. Der über 60 Meter lange Flügel, die die Bastei schräg durchstoßende Rolltreppe und der Panoramalift sollten die Distanz zwischen dem Straßenniveau und dem Eingang auf der Bastei optisch und technisch verkürzen.
Nach Besucherzahlen erweist sich die Abkehr von der alleinigen Ausstellung der grafischen Sammlung als Erfolg: Diese steigerten sich enorm. Das Museum zählt heute zu den meistbesuchten Sehenswürdigkeiten Wiens und verzeichnete 2018 über eine Million Besuche.

Klaus Albrecht Schröder führte eine neue Präsentationsdoktrin an der Albertina ein, sie unterstreicht die Unteilbarkeit des Künstlerischen. Die Expansion der Albertina zu einem Kunstmuseum mit den vier verschiedenen Sammlungen (Grafische Sammlung, Fotosammlung, Gemäldesammlung, Architektursammlung) sowie historischem Erinnerungsort der Prunkräume schlägt sich auch in der Anzahl der Mitarbeiter der Albertina nieder: Nach 60 Mitarbeitern im Jahr 1999 zählt die Albertina heute an die 300 Mitarbeiter. Auch die Summe der Ankäufe wurde in dem Zeitraum gesteigert – auf sieben Millionen Euro im Jahr. 

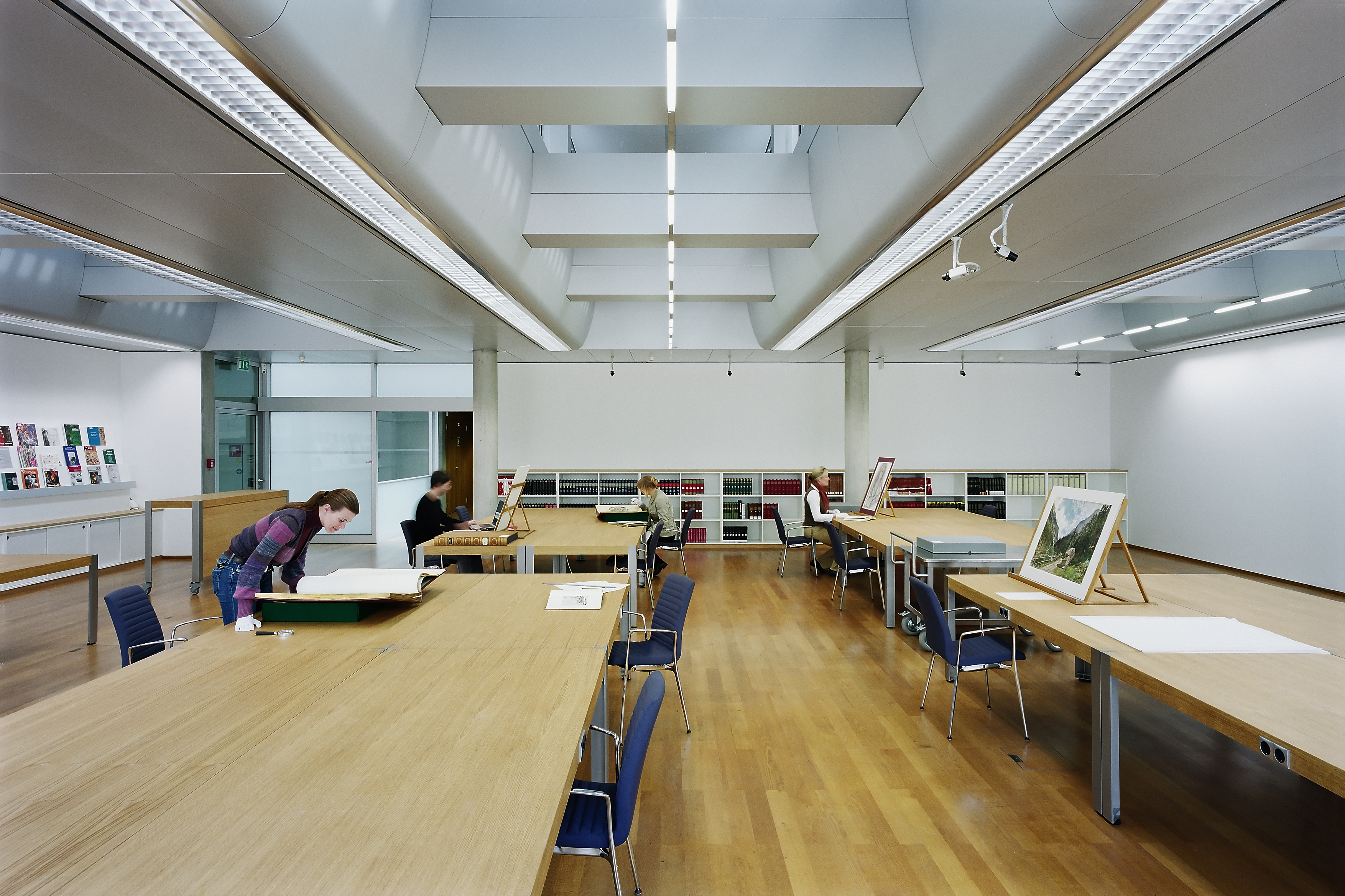
Einblick in den Studiensaal

2008 wurde ein neuer Studiensaal eröffnet. Als Teil des unterirdischen, viergeschoßigen Forschungszentrums, in dem u. a. die Bibliothek, die Restaurierung und die Werkstätten der Albertina untergebracht sind, wird heute im etwa 300 m² großen Saal die über eine Million Werke zählende Sammlung zugänglich gemacht.
Bei starken Regenfällen im Juni 2009 drang Wasser in den Tiefspeicher ein. Die Melder hatten zwar den Wassereintritt erkannt, durch diesen wurden aber die Roboter lahmgelegt. Um größere Schäden zu vermeiden, mussten 950.000 Sammelobjekte verlagert werden.

## Gegenwart

### Generaldirektion Ralph Gleis
Am 5. Juli 2023 wurde Ralph Gleis als neuer Generaldirektor der Albertina zum 1. Jänner 2025 von Kunst- und Kulturstaatssekretärin Andrea Mayer präsentiert.
Im Rahmen einer Pressekonferenz stellte Gleis am 15. Jänner 2025 sein Programm vor, das neben Themenausstellungen auch eine stärkere Einbindung des Publikums beinhaltet: „Die ALBERTINA hat einen Wandel vom Grafikkabinett zum vielbesuchten Ausstellungshaus vollzogen, heute wollen wir einen Schritt weitergehen und es zu einem international beachteten zeitgemäßen Museum machen. Das Haus hat durch seine Sammlungen und das exzellente Team ein enormes Zukunftspotential, das noch auszuschöpfen ist. Durch innovative Ansätze wollen wir die ALBERTINA gemeinsam neu denken, soll Kunst neu erlebbar gemacht sowie die Institution internationaler vernetzt werden. Kunst ist immer ein Spiegel der Gesellschaft: Ich möchte mit unseren Ausstellungen aktuelle Fragen diskutieren, Menschen neugierig machen. Vor allem aber sollen unsere Ausstellungen Freude machen: gemeinsam wollen wir Kunst neu entdecken!“, so Gleis.
Zum ersten Mal lädt die Albertina unter dem Motto „Kids first“ Kinder und Familien zu eigenen Kindervernissagen mit Workshops vor den jeweiligen Eröffnungen für Erwachsene ein: „Damit möchten wir verdeutlichen, wie wichtig uns die Jüngsten und Familien sind, die wir mit diesem speziellen Event für das Museum und die Kunst begeistern möchten. Die Begrüßung findet sehr anschaulich direkt in der Ausstellung statt, die anschließenden Führungen sind interaktiv und auf die Kinder zugeschnitten“, so Ralph Gleis.

## Leiter
- Erzherzogliche Sammlung (seit 1816 Fideikommiss):
  - Franz Rechberger: 1822–1827 Leiter der Sammlung und 1827–1841 Direktor der Sammlung
  - Carl Sengel: 1847–1863 Direktor der Sammlung
  - Carl Müller: 1864–1868 Direktor der Sammlung
  - Moriz Thausing: 1868–1876 Leiter der Sammlung und 1876–1884 Direktor der Sammlung
  - Josef Schönbrunner: 1884–1896 Inspektor der Sammlung und 1896–1905 Direktor der Sammlung
  - Joseph Meder: 1905–1909 Inspektor der Sammlung, danach bis 10. April 1919 Direktor der fideikommissarischen Sammlung und dann bis 25. Dezember 1920 Direktor der gemäß Habsburgergesetz vom 3. April 1919 verstaatlichten graphischen Sammlung

- (Staatliche) Graphische Sammlung Albertina
  - Joseph Meder: 25. Dezember 1920–1922 Direktor der Albertina
  - Alfred Stix: 1923 provisorischer Leiter der Albertina und 1923–1934 Direktor der Albertina
  - Josef Bick: 1934–1938 Direktor der Albertina und 1945–1946 Direktor der Albertina
  - Anton Reichel: 1938–1942 provisorischer Leiter der Albertina und 1942–Februar 1945 Direktor der Albertina
  - Heinrich Leporini: Februar bis Mai 1945 provisorischer Leiter der Albertina
  - George Saiko: Mai bis Juli 1945 provisorischer Leiter der Albertina
  - Josef Bick: 1945–1946 (wiederum) Direktor der Albertina
  - Karl Garzarolli-Thurnlackh: März bis August 1946 Leiter der Albertina und August 1946 bis April 1947 Direktor der Albertina
  - Otto Benesch: Mai 1947 bis Ende 1947 Leiter der Albertina und von Ende 1947 bis 1961 Direktor der Albertina
  - Walter Koschatzky: 1962–1986 Direktor der Albertina
  - Erwin Mitsch: 1986–1987 interimistischer Leiter der Albertina
  - Konrad Oberhuber: 1987–1999 Direktor der Albertina
  - Klaus Albrecht Schröder: 1999–2024 Direktor der Albertina[13]
  - Ralph Gleis: seit 1. Jänner 2025[14]

## Sammlungen
Die Albertina beherbergt fünf Sammlungen (Stand 2020):
- Grafische Sammlung: rund 950.000 Zeichnungen und Druckgrafiken, Skulpturen und Keramiken
- Architektursammlung: 50.000 Pläne, Skizzen und Modelle
- Fotosammlung: 101.000 Einzelobjekte
- Sammlung Batliner, klassische Moderne, seit 2007
- Sammlung Essl, seit 2017 / 2018

Die Sammlungsschwerpunkte der grafischen Sammlung sind:
- Albrecht Dürer und seine Zeit
- Die italienischen Meister der Renaissance
- Die niederländische Kunst des 16. und 17. Jahrhunderts
- Italienischer Barock und Spätbarock
- Französische Zeichnungen des 18. Jahrhunderts
- Österreichische Aquarellmalerei des 19. Jahrhunderts
- Wien um 1900
- Klassische Moderne und Gegenwartskunst

Im Frühjahr 2007 erhielt die Albertina die zuvor in Salzburg beheimatete Sammlung Batliner als unbefristete Dauerleihgabe. Die Sammlung von Rita und Herbert Batliner ist eine der bedeutendsten europäischen Privatsammlungen. Sie umfasst wichtige Werke der klassischen Moderne, vom französischen Impressionismus über den deutschen Expressionismus des „Blauen Reiter“ und der „Brücke“ bis hin zu Werken des Fauvismus oder der russischen Avantgarde von Chagall bis Malewitsch. Mit dieser Sammlungserweiterung präsentiert die Albertina zum ersten Mal seit ihrem Bestehen eine Dauerausstellung aus eigenen Beständen.
Am 16. Februar 2017 gaben Kulturminister Thomas Drozda, Karlheinz Essl und Albertina-Direktor Klaus Albrecht Schröder bekannt, dass die Sammlung Essl bis 2044 als Dauerleihgabe an die Albertina geht. Die Albertina übernahm zudem das ehemalige Museum der Sammlung in Klosterneuburg als Depot für zehn Jahre. 2018 wurde die Essl-Leihgabe in eine Schenkung an die Albertina umgewandelt.
Am 9. April 2024 wurde das ehemalige Essl-Museum als Albertina Klosterneuburg wiederöffnet.

## Sonstiges
Die Albertina war vom 19. Oktober 1988 bis zum 28. Februar 2002, als der Schilling nach der Einführung des Euros als Bargeld aus dem Verkehr gezogen wurde, auf der Rückseite des 20-Schilling-Scheins abgebildet. Auf der Vorderseite war Moritz Daffinger abgebildet, von dem sich Porträtminiaturen in der Albertina befinden.

## Filme
- Albertina Wien (= Museums-Check. Folge 2). Reportage, 30 Min., Moderation: Markus Brock, Produktion: 3sat. Erstausstrahlung: 27. Juni 2010.[18]

## Nahe gelegene Bauwerke

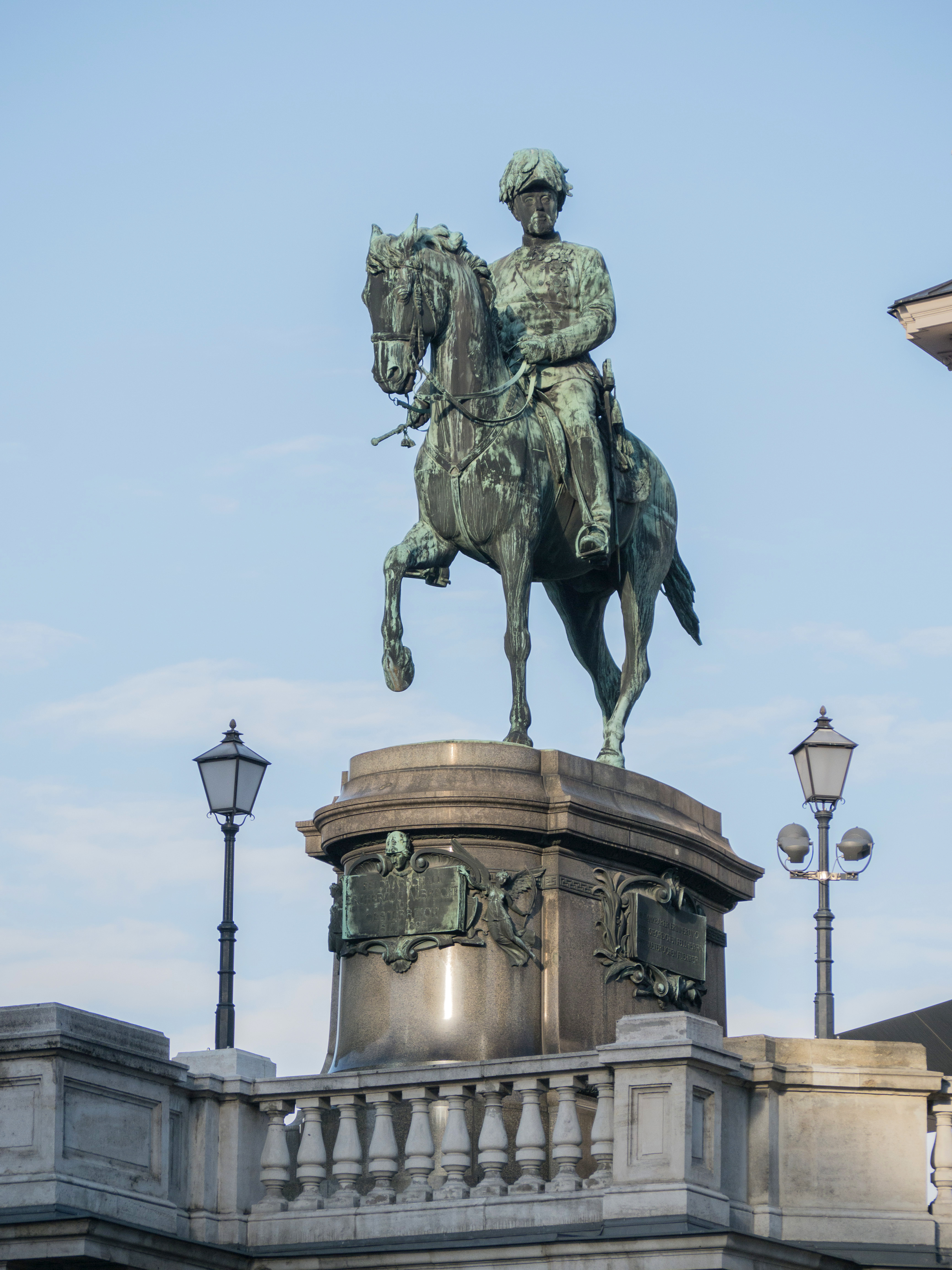
Denkmal für Erzherzog Albrecht

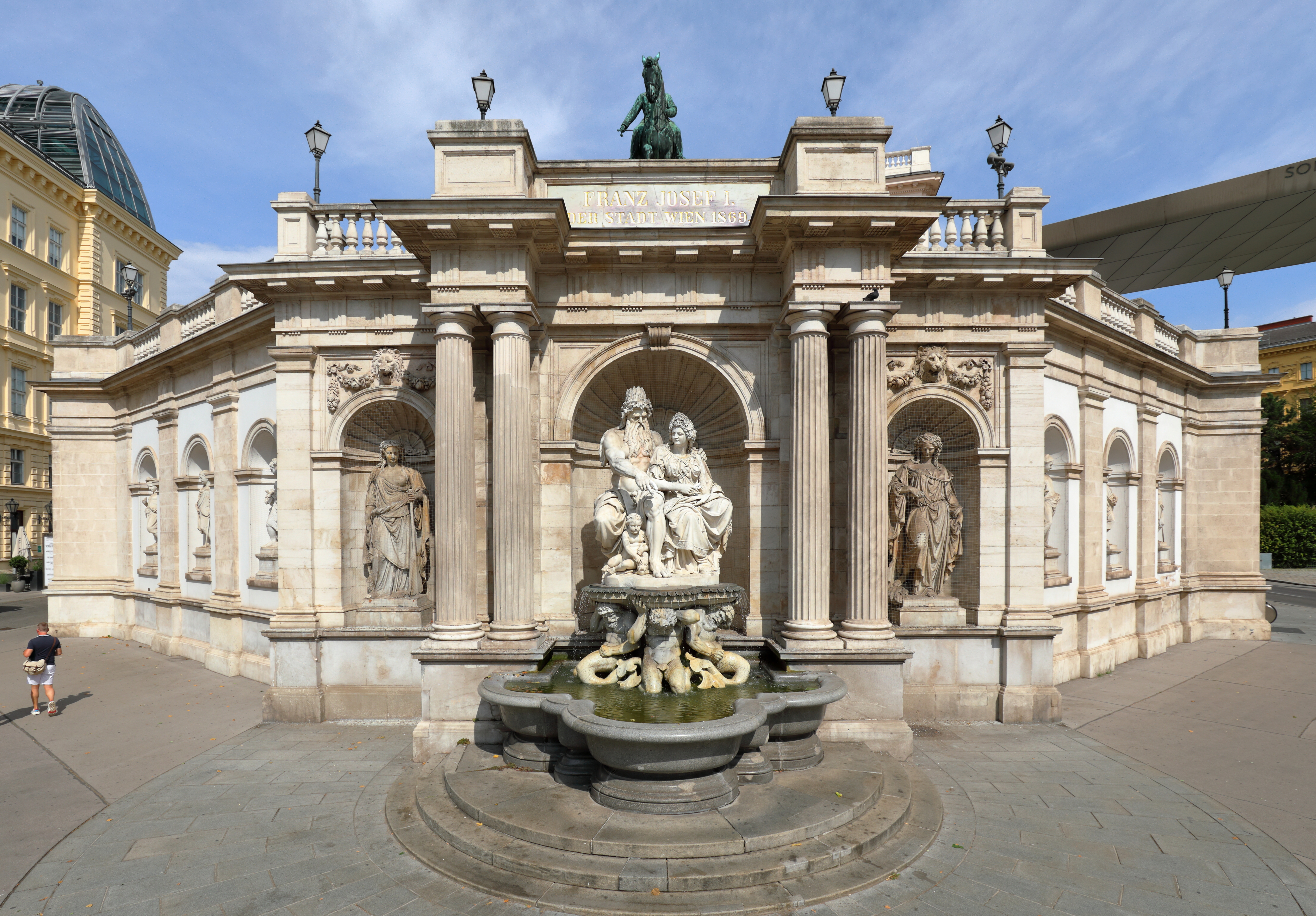
Albrechts- bzw. Danubiusbrunnen

- Denkmal für Erzherzog Albrecht von Österreich-Teschen von Caspar von Zumbusch (vor dem Haupteingang zur Albertina)
- Albrechtsbrunnen unter der Albertina
- Hofburg mit dem Albertinatrakt; die Albertina wurde direkt an die dort bestehende Augustinerkirche angebaut
- Palmenhaus im Burggarten, parkseitig neben der Albertina
- Philipphof, ehemaliges Vis-à-vis der Albertina auf der anderen Straßenseite der Augustinerstraße (heute Helmut-Zilk-Platz)
- Mahnmal gegen Krieg und Faschismus auf dem Helmut-Zilk-Platz gegenüber der Albertina
- Wiener Staatsoper (Seitenfront schräg gegenüber)
- Palais Lobkowitz an der Augustinerstraße, heute Österreichisches Theatermuseum